# Brudna bomba
Brudna bomba – bomba, której celem jest rozsianie materiału radioaktywnego, a przez to doprowadzenie do promieniotwórczego skażenia terenu, na możliwie dużym obszarze, przy wykorzystaniu wybuchu klasycznego materiału wybuchowego. Broń ta nie jest rodzajem broni nuklearnej.

## Możliwości skonstruowania
Brudna bomba jest łatwiejsza w konstrukcji od bomby jądrowej, nie wymaga użycia trudno dostępnych materiałów rozszczepialnych, jak i dużej ilości materiału wybuchowego, więc istnieje niebezpieczeństwo użycia jej przez terrorystów. Główny materiał do produkcji takiej bomby, radioaktywne izotopy promieniotwórcze, może zostać łatwo zdobyty np. ze starych porozrzucanych na terytorium byłego ZSRR i nieopróżnionych napromienników. Przypadek zdobycia materiału radioaktywnego miał miejsce w Goiânii, gdzie przez nieprawidłowe przechowywanie materiału promieniotwórczego dostał się on w niepowołane ręce, w wyniku czego skażeniu uległa znaczna przestrzeń.
Według radiologa Zbigniewa Jaworowskiego budowa "brudnej bomby" jest niepraktyczna z kilku powodów:
- izotop o długim okresie rozpadu daje niskie natężenie promieniowania; izotop emitujący promieniowanie o wysokiej energii ma krótki okres rozpadu, co skraca czas oddziaływania ładunku
- do skażenia znacznej przestrzeni stężenie izotopu o średnim czasie rozpadu w bombie musiałoby być bardzo wysokie; taki ładunek generowałby jednak znaczne ilości energii, które prowadziłyby do uszkodzenia samej bomby od momentu jej uzbrojenia

## Usuwanie skutków
Kiedy materiał radioaktywny zostanie już rozrzucony np. na budynki w mieście i drogi, wszystko należy zdjąć (asfalt, chodniki, tynki, a nawet zburzyć całe domy) i wywieźć w przeznaczone do składu materiałów radioaktywnych miejsce. Z tego powodu usuwanie zniszczeń jest bardzo kosztowne. Aby rozwiązać problem, naukowcy pracują nad piankami, żelami i emulsjami. Aktualnie opracowano:
- polimerową strukturę, która dodana do wody używanej przez straż pożarną zatrzymuje większość radioaktywnych substancji (polimer wiąże radioaktywne pyły, dzięki czemu łatwo jest je usunąć)
- specjalny żel, potrafiący zaabsorbować więcej niż 98% radioaktywnych atomów w pół godziny